# 霍格喬 (阿肯色州)
霍格喬（英語：Hog Jaw）是位於美國阿肯色州蒙哥馬利縣的一個非建制地區。該地的面積和人口皆未知。

## 地理
霍格喬的座標為34°35′57″N 93°45′25″W / 34.59917°N 93.75694°W，而該地的平均海拔高度為239米（即784英尺）。